# Paramphiascella
Paramphiascella är ett släkte av kräftdjur. Enligt Catalogue of Life ingår Paramphiascella i familjen Diosaccidae, men enligt Dyntaxa är tillhörigheten istället familjen Miraciidae.
Kladogram enligt Catalogue of Life och Dyntaxa:
| Paramphiascella | \| \| Paramphiascella bodini \| \| \| \| \| \| Paramphiascella brucei \| \| \| \| \| \| Paramphiascella bulbifer \| \| \| \| \| \| Paramphiascella calcarifer \| \| \| \| \| \| Paramphiascella commensalis \| \| \| \| \| \| Paramphiascella coulli \| \| \| \| \| \| Paramphiascella curtiseta \| \| \| \| \| \| Paramphiascella delamarei \| \| \| \| \| \| Paramphiascella faurei \| \| \| \| \| \| Paramphiascella fulvofasciata \| \| \| \| \| \| Paramphiascella hispida \| \| \| \| \| \| Paramphiascella hyperborea \| \| \| \| \| \| Paramphiascella intermedia \| \| \| \| \| \| Paramphiascella langi \| \| \| \| \| \| Paramphiascella mediterranea \| \| \| \| \| \| Paramphiascella pacifica \| \| \| \| \| \| Paramphiascella robinsoni \| \| \| \| \| \| Paramphiascella sirbonica \| \| \| \| \| \| Paramphiascella vararensis \| \| \| \| \| \| Paramphiascella xiphophora \| \| \| \| |
|                 | \| \| Paramphiascella bodini \| \| \| \| \| \| Paramphiascella brucei \| \| \| \| \| \| Paramphiascella bulbifer \| \| \| \| \| \| Paramphiascella calcarifer \| \| \| \| \| \| Paramphiascella commensalis \| \| \| \| \| \| Paramphiascella coulli \| \| \| \| \| \| Paramphiascella curtiseta \| \| \| \| \| \| Paramphiascella delamarei \| \| \| \| \| \| Paramphiascella faurei \| \| \| \| \| \| Paramphiascella fulvofasciata \| \| \| \| \| \| Paramphiascella hispida \| \| \| \| \| \| Paramphiascella hyperborea \| \| \| \| \| \| Paramphiascella intermedia \| \| \| \| \| \| Paramphiascella langi \| \| \| \| \| \| Paramphiascella mediterranea \| \| \| \| \| \| Paramphiascella pacifica \| \| \| \| \| \| Paramphiascella robinsoni \| \| \| \| \| \| Paramphiascella sirbonica \| \| \| \| \| \| Paramphiascella vararensis \| \| \| \| \| \| Paramphiascella xiphophora \| \| \| \| |
|                 | Paramphiascella bodini |
|                 | |
|                 | Paramphiascella brucei |
|                 | |
|                 | Paramphiascella bulbifer |
|                 | |
|                 | Paramphiascella calcarifer |
|                 | |
|                 | Paramphiascella commensalis |
|                 | |
|                 | Paramphiascella coulli |
|                 | |
|                 | Paramphiascella curtiseta |
|                 | |
|                 | Paramphiascella delamarei |
|                 | |
|                 | Paramphiascella faurei |
|                 | |
|                 | Paramphiascella fulvofasciata |
|                 | |
|                 | Paramphiascella hispida |
|                 | |
|                 | Paramphiascella hyperborea |
|                 | |
|                 | Paramphiascella intermedia |
|                 | |
|                 | Paramphiascella langi |
|                 | |
|                 | Paramphiascella mediterranea |
|                 | |
|                 | Paramphiascella pacifica |
|                 | |
|                 | Paramphiascella robinsoni |
|                 | |
|                 | Paramphiascella sirbonica |
|                 | |
|                 | Paramphiascella vararensis |
|                 | |
|                 | Paramphiascella xiphophora |
|                 | |